# Подкаст
Подкаст (на английски: podcast) е асинхронно радиопредаване, излъчвано по интернет.
Подкастовете са аудио- или видео файлове, достъпни за автоматично сваляне (download) от интернет. Потребителите имат избор да ги слушат (или гледат за видео) на компютър или на плейър (MP3 player). Това позволява подкастите да се слушат по всяко време. Удобството на този формат допринася за неговата все по-голяма популярност.
Подкаст се появява като дефиниция за пръв път през 2006 г.
За създаване на подкаст не е нужно скъпо оборудване. Необходим е добър микрофон и възможност за „качване“ на записа в интернет пространството.
Подкастът има най-често водещ, който е и главната действаща сила на предаването. Форматът и темите са разнообразни – чрез интервюта или монолог се достига до теми за личностно развитие, предприемачество, култура, технологии, бизнес, политика, общество, спорт, наука и др.

## Наименование
Терминът „podcasting“ се споменава за първи път през февруари 2004 г. в статията на Бен Хамърсли от британския всекидневник The Guardian. Комбинация е от думите „pod“ – от името на преносимия мултимедиен плейър iPod на Apple – и „broadcasting“ (в превод „медийно разпространение“, „излъчване“). Въпреки етимологията, името може да бъде подвеждащо, тъй като, за да се използват подкасти, не е необходимо да се използва iPod или каквато и да е форма на преносим мултимедиен плейър – съдържанието му е достъпно за всеки компютър, който може да разчита мултимедийни файлове.

## История
Въпреки че в периода 1998 – 2001 г. големи компании като Real Networks и ESPN многократно извършват подкастинг, той започва да се харесва на широката публика чак в края на 2004 г. Много хора и групи допринасят за появата и популярността на подкаста. Един от тях е Адам Къри с идеята си за автоматизиране на доставката и синхронизиране на текстово съдържание към преносими аудио плейъри, а първото приложение, което прави този процес възможен, е разработено от Огъст Тромитър и Рей Слакински. Радиопредаванията и новинарските емисии съществуват още от 30-те години на XX век. Днес, благодарение на интернет и евтините хардуер и софтуер, аудио подкастите правят това, което навремето се е осъществявало чрез радиостанциите.
През юни 2005 г. Apple пуска на пазара iTunes 4.9 с вградена поддръжка за подкасти. Това прави получаването на подкасти по-удобно, но в същото време слага край на напредъка, постигнат от независимите разработчици. От компанията забраняват на много от разработващите подкаст приложенията и сервизните доставчици да използват термина „iPod“ или „Pod“ в своите продукти.

### Заявяване на търговската марка
На 10 февруари 2005 г. Shae Spencer Management LLC, Ню Йорк подава заявление за поставяне на търговска марка на подкаст за „предварително записана онлайн радиопрограма по интернет“. Позовавайки се на статията, описана в Уикипедия, обаче, щатската комисия по патентите и търговските марки отхвърля искането. През март 2006 г. компанията изменя своята заявка, но тя отново е отхвърлена от Комисията, която не вижда съществена разлика от оригиналната. През ноември 2006 г. заявката е изоставена.
Към 20 септември 2005 г. търговските марки, опитващи се да се възползват от подкаста, включват: Podcast Realty, GuidePod, Pod-Casting, MyPod, Podvertiser, Podango, ePodcast, PodCabin, Podcaster, PodcastPeople, PodShop, PodKitchen, Podgram, GodPod и Podcast. До февруари 2007 г. в САЩ има 24 опита за регистрация на търговски марки, съдържащи в името си думата „подкаст“, но само „PODCAST READY“ на Podcast Ready, Inc. е одобрен.

### Защита на търговската марка от страна на Apple
На 26 септември 2006 г. Apple предприема решителни мерки срещу продуктите и компаниите, използващи акронима „POD“ в имената си. Компанията иска от Podcast Ready, Inc. да прекрати работа по приложението, известно като myPodder. Адвокатите на Apple твърдят, че терминът „pod“ се използва толкова много от широката общественост що се отнася до музикалния плейър на Apple, че той попада под закрилата на търговските марки на компанията. Спекулира се, че тази дейност е част от по-голяма кампания на Apple, целяща да разшири обхвата на вече съществуващите си търговски марки за „IPODCAST“, „IPOD“ и „POD“. На 16 ноември 2006 г. маркетинговият отдел на Apple заявява, че не възразява трети страни да използват „общия термин“ „подкаст“, тъй като компанията не притежава необходимите за това права.